# Песни странствующего подмастерья
Песни странствующего подмастерья (нем. Lieder eines fahrenden Gesellen) — цикл (4 песни) для голоса и фортепиано Густава Малера, на собственный текст. Песни сочинены в 1884—1885 годах. В 1892—1893 годах Малер аранжировал песни для симфонического оркестра. Оркестровая редакция цикла была впервые исполнена (под управлением автора) в 1896 году.

## История создания
В 1881 году в Вене Малер принял участие в Бетховенском конкурсе, но премию в шестьсот гульденов, которая могла бы поддержать его материально, жюри присудило другому. В отличие от своего друга, Хуго Вольфа, который предпочёл остаться в Вене, голодать, но заниматься композицией, Малер, за спиной которого стояла большая семья, оставил композицию и стал искать себя на ином поприще — дирижёрском. После двух лет скитаний по разным театрам в августе 1883 года он получил место второго дирижёра и хормейстера в Королевском театре Касселя и здесь вновь обратился к композиции. Импульсом послужила несчастливая любовь к певице Йоханне Рихтер, ей и был посвящён песенный цикл.
В первоначальном замысле цикл состоял из шести песен, в окончательную редакцию вошли только четыре. Стихи Малер сочинил сам, только для первой песни взял в качестве зачина начало стихотворения из сборника «Волшебный рог мальчика».
Йоханна Рихтер, по-видимому, так и не узнала о посвящённом ей песенном цикле; во всяком случае, своему венскому другу Малер 1 января 1885 по поводу этих песен писал: «Она их не знает. Что они могут ей сказать, кроме того, о чём ей уже известно?»
Вторая редакция, для голоса с оркестром, относится к 1892—1893 годам, и сама идея, вероятно, родилась в процессе работы над Первой симфонией, в которой Малер использовал тематический материал песен «Шёл я нынче утром через поле» (в первой части) и «Голубые глаза моего сокровища» (в третьей).
16 марта 1896 года в Берлине Малер исполнил «Песни странствующего подмастерья», уже с оркестром, в авторском концерте — вместе с Первой симфонией и первой частью Второй; первым исполнителем цикла стал Антон Систерманс. Автор текста в программе концерта указан не был, и по этому поводу Малер несколько дней спустя писал композитору и музыкальному критику Максу Маршальку: «Я не выдал себя в программе только для того, чтобы не дать враждебно настроенным лицам удобного повода пародировать наивный и простой характер стихов». Хотя одну любовь давно сменила другая, тема вокального цикла по-прежнему была близка Малеру, — будучи уже известным и признанным дирижёром, он называл себя в письме Маршальку «странствующим подмастерьем».

## Сочинение
«Песни странствующего подмастерья» — самое романтическое сочинение Малера, заставляющее вспомнить песенные циклы Франца Шуберта «Прекрасная мельничиха» и «Зимний путь». Та же сюжетная канва: отвергнутый своей возлюбленной, юный подмастерье отправляется странствовать по свету (или, как писал сам Малер о своём цикле, «странствующий подмастерье, настигнутый злой судьбой,
выходит в широкий мир и бредёт, куда глаза глядят»), — и тексты, написанные Малером, во многом напоминают стихи Вильгельма Мюллера, положенные на музыку Шубертом.
Определённое влияние Шуберта обнаруживается и в музыке «Песен»: в её простоте, ясности гармонического языка, в наивности выражения и грусти, и радости. Инна Барсова отмечает сходство и в развёртывании музыкальных настроений — «от безмятежной радости через отчаяние к горестной просветленности». И тем не менее это уже подлинно малеровское сочинение, музыкальный язык которого будет характерен для композитора и в 90-е годы. Иной, отличный от шубертовского, мир переживаний рождает здесь и своеобразный тип мелодики, в которой песенность соединяется с подчёркнутой ритмической характерностью любимых Малером инструментальных жанров — марша и танца.
Цикл открывает песня «Если мое сокровище справляет свадьбу» (нем. Wenn mein Schatz Hochzeit macht); за ней следует «Шёл я нынче утром через поле» (нем. Ging heut' morgens übers Feld); песня «Кинжал, как пламя жгущий» (нем. Ich hab' ein gluhend Messer) — трагическая кульминация цикла; завершается он песней «Голубые глаза моего сокровища» (нем. Die zwei blauen Augen von meinem Schatz), — здесь, в стремлении выразить трагизм прощания, Малер прибегает к ритму траурного марша, характерному для многих тем его симфоний.

## Дальнейшая судьба
Первую запись «Песен странствующего подмастерья», оркестровую версию, осуществил Виллем Менгельберг с певцом Германом Шайем в ноябре 1939 года. В первое послевоенное десятилетие песенный цикл оказался одним из наиболее исполняемых сочинений Малера; так, Вильгельм Фуртвенглер, никогда не исполнявший его симфонии, в 1951—1952 годах трижды записал «Песни странствующего подмастерья», две записи он сделал с Дитрихом Фишером-Дискау. В дальнейшем «Песни» прочно вошли в репертуар знаменитого немецкого баритона: Фишер-Дискау записал их 13 раз, как в оркестровой, так и в фортепианной версии, в том числе с Карлом Шурихтом и Леонардом Бернстайном, аккомпанировавшим ему на фортепиано. «Песни странствующего подмастерья» часто включали в свой репертуар и певицы, в их числе Криста Людвиг и Дженет Бейкер. На 2014 год насчитывалось в общей сложности 147 записей цикла.

## Дискография
- Полная дискография до 2014 г. Архивная копия от 6 августа 2015 на Wayback Machine